# Gatwick Airport (stacja kolejowa)
Gatwick Airport station – jedna z głównych stacji kolejowych na trasie pomiędzy Londynem a Brighton, znajdująca się obok lotniska Gatwick (stąd nazwa). Perony stacji znajdują się bezpośrednio pod Terminalem Południowym lotniska, a kasa przylega do holu tego terminala. Przed rokiem 2012 stacja była zarządzana przez Network Rail, ale pod koniec stycznia tego samego roku została przejęta przez firmę Southern.

## Odjazdy pociągów
Obecnie znajdują się tam 4 perony (perony ponumerowane są według torów pasażerskich, czyli 1–7), a pociągi obsługiwane są przez trzech przewoźników:
- Southern
- First Great Western
- Thameslink

### Thameslink
Firma Thameslink obsługuje następujące pociągi:
- 4 p/h (pociągi na godzinę) do Bedford przez Londyn (stacja St Pancras International), Luton Airport Parkway i Luton
- 2 p/h do Londynu (stacja London Bridge)
- 2 p/h do Three Bridges
- 4 p/h do Brighton (2 z nich stają tylko na trzech stacjach pośrednich, 1 na sześciu, a jeden na wszystkich siedmiu)

### Southern
Składami firmy Southern można dojechać na południe kraju oraz do Londynu
- 9 p/h do Londynu (stacja London Victoria)
- 2 p/h do Londynu (stacja London Bridge)
- 4 p/h kończą swój bieg na tej stacji
- 1 p/h do Brighton
- 1 p/h do Ore i Littlehampton; pociąg dzieli się w Haywards Heath; pociąg do Ore zmienia kierunek w Eastbourne
- 1 p/h do Littlehampton i Eastbourne; pociąg dzieli się w Haywards Heath
- 1 p/h do Southampton Central i Bognor Regis; pociąg dzieli się w Horsham
- 1 p/h do Portsmouth Harbour i Bognor Regis; pociąg dzieli się w Horsham
- 2 p/h do Horsham

### First Great Western
Firma First Great Western obsługuje najmniej pociągów na tej stacji:
- 1 p/h do Reading (pociąg zmienia kierunek w Redhill)
- 1 p/h kończy swój bieg na tej stacji

### Tabela
| Poprzednia stacja | Przewoźnik                             | Przewoźnik                          | Przewoźnik     | Następna stacja |
| ----------------- | -------------------------------------- | ----------------------------------- | -------------- | --------------- |
| Horley            |                                        | Southern Arun Valley Line           |                | Three Bridges   |
| Horley            | Southern Mainline West (przez Horsham) |                                     |                | Three Bridges   |
| Redhill           |                                        |                                     |                | Three Bridges   |
| East Croydon      |                                        | Southern Mainline West (przez Hove) |                | Haywards Heath  |
| East Croydon      | Southern Mainline East                 |                                     |                | Haywards Heath  |
| East Croydon      |                                        | Southern Brighton Main Line         |                | Burgess Hill    |
| East Croydon      | Three Bridges                          | Southern Brighton Main Line         |                |                 |
| East Croydon      | Thameslink Thameslink Route            |                                     |                |                 |
| Redhill           |                                        |                                     |                |                 |
|                   | First Great Western North Downs Line   |                                     | Stacja końcowa |                 |
| London Victoria   |                                        | Southern Gatwick Express            | Stacja końcowa |                 |
| London Victoria   | Haywards Heath                         | Southern Gatwick Express            |                |                 |